# Sella Bank
Die Sella Bank AG mit Sitz in Lugano war eine auf die Vermögensverwaltung spezialisierte Schweizer Privatbank. Sie war eine Tochtergesellschaft der 1886 von der italienischen Familie Sella gegründeten Banca Sella in Biella.
Neben ihrem Hauptsitz in Lugano verfügt die auf das Private Banking ausgerichtete Sella Bank über je eine Niederlassung in Genf und in Zürich. Die Sella Bank beschäftigte 32 Mitarbeiter und wies per Ende 2009 eine Bilanzsumme von 232,5 Millionen Franken sowie Kundenvermögen in der Höhe von etwas mehr als 1 Milliarde Franken aus.

## Geschichte
Das Bankinstitut wurde 1982 unter dem Namen «IBZ Investment Bank» in Zürich gegründet. Nachdem die Banca Sella 1987 zunächst mit 15 Prozent des Aktienkapitals eingestiegen war, übernahm sie Ende 1994 die Aktienmehrheit. Im November 2001 wurde die «IBZ Investment Bank» in «Sella Bank AG» umbenannt.
Im Jahr 2010 wurde der Hauptsitz von Zürich nach Lugano verlegt.
2013 wurde die Sella Bank AG auf die Banca Privata Edmond de Rothschild Lugano SA verschmolzen.